# Cantone di Besse-et-Saint-Anastaise
Il Cantone di Besse-et-Saint-Anastaise era una divisione amministrativa dell'arrondissement di Issoire.
È stato soppresso a seguito della riforma complessiva dei cantoni del 2014, che è entrata in vigore con le elezioni dipartimentali del 2015.
Comprendeva i comuni di
- Besse-et-Saint-Anastaise
- Chambon-sur-Lac
- Compains
- Égliseneuve-d'Entraigues
- Espinchal
- Murol
- Saint-Diéry
- Saint-Pierre-Colamine
- Saint-Victor-la-Rivière
- Valbeleix